# Bantar Sari
Bantar Sari is een bestuurslaag in het regentschap Bogor van de provincie West-Java, Indonesië. Bantar Sari telt 6074 inwoners (volkstelling 2010).